# Inferno (Motörhead-Album)
Inferno ist das 17. Studioalbum der britischen Heavy-Metal-Band Motörhead. Es war das erste Album seit March ör Die, das sich in den Albencharts auch außerhalb von Deutschland platzieren konnte und wird daher von Fans und Kritikern als Comeback-Album der Band angesehen.

## Entstehung
Musikproduzent Cameron Webb galt zur Zeit der Entstehung des Albums als einer der angesagtesten Metal-Produzenten. Nach einer Anfrage bei Motörheads Bandmanager Tony Secunda kam es zu einem Treffen zwischen Webb und der Band in London, das dazu führte, dass Webb als Produzent für das anstehende Album engagiert wurde. Gitarrist Phil Campbell und Schlagzeuger Mikkey Dee hatten die Grundgerüste der Lieder ausgearbeitet und die Band begab sich Anfang 2004 nach Los Angeles, um mit Cameron Webb die Vorproduktion zu beginnen. Während Campbell und Dee an den Arrangements arbeiteten, schrieb Lemmy Kilmister die Liedtexte.
Nach einigen Wochen begannen die eigentlichen Aufnahmen in den NRG Recording Studios in Hollywood. Als erstes spielte Mikkey Dee innerhalb von drei Tagen seine Schlagzeugspuren ein und verließ danach das Studio, um erst wieder zum Endmix zurückzukommen. Die Aufnahmen der Gitarrenspuren sollten in den Maple Studios in Orange County stattfinden. Allerdings kam es zum Streit zwischen Produzent Webb und Gitarrist Campbell, weil dieser nicht mit Webb aufnehmen wollte. Nach Vermittlung durch das Bandmanagement erledigte Campbell seinen Teil der Aufnahmen gemeinsam mit einem Freund in einem anderen Studio, während Webb mit Kilmister die Bassspuren aufnahm. Die fertigen Gitarrentracks entsprachen nicht dem Qualitätsanspruch von Webb, sodass Phil Campbell einige der Aufnahmen erneut einspielen musste. Zu den Titeln Terminal Show und Down on Me steuerte Gitarrist Steve Vai jeweils ein Solo bei. Der Endmix fand in den Paramount Recording Studios ebenfalls in Hollywood statt. Der Mix gestaltete sich schwierig, weil die gesamte Band anwesend war und jeder Musiker sein Instrument in den Vordergrund gemischt haben wollte. Insgesamt dauerte der Aufnahmeprozess rund zwei Monate und das Album erschien im Juni 2004. Die erste Singleauskopplung war Whorehouse Blues.

## Titelliste
1. Terminal Show – 3:45
2. Killers – 4:14
3. In the Name of Tragedy – 3:03
4. Suicide – 5:07
5. Life's a Bitch – 4:13
6. Down on Me – 4:12
7. In the Black – 4:31
8. Fight – 3:42
9. In the Year of the Wolf – 4:17
10. Keys to the Kingdom – 4:46
11. Smiling Like a Killer – 2:44
12. Whorehouse Blues – 3:52

## Kritiken
Das Magazin Rolling Stone feierte das Album als triumphale Rückbesinnung auf die Wurzeln der Band und verglich die Gitarrenriffs mit einer raketengetriebenen Version von Chuck Berry. Das Billboard Magazine stellte fest, dass dieselbe Punk-Metal-Vorlage, mit der die Band 1977 begann, heute noch funktioniere, wenn auch mit einigen Abweichungen. Das Trio „brenne sich durch zwölf lärmende, bluesrockige“ Stücke, und Lemmys Gesang sei zeitlos. Giuliano Benassi von laut.de bemerkt, dass das Album im Vergleich zu den Vorgängern frisch und überzeugend klinge. So sieht er Parallelen zu Metallica, ZZ Top und vergleicht das Stück Suicide mit Accept. Das Rock Hard wählte Inferno zum „Album des Monats“ Juni 2004, Frank Albrecht lobt insbesondere die härtere Ausrichtung der Musik und nennt das Album einen „Klassiker der MOTÖRHEAD-Neuzeit“.